# Batavodorum

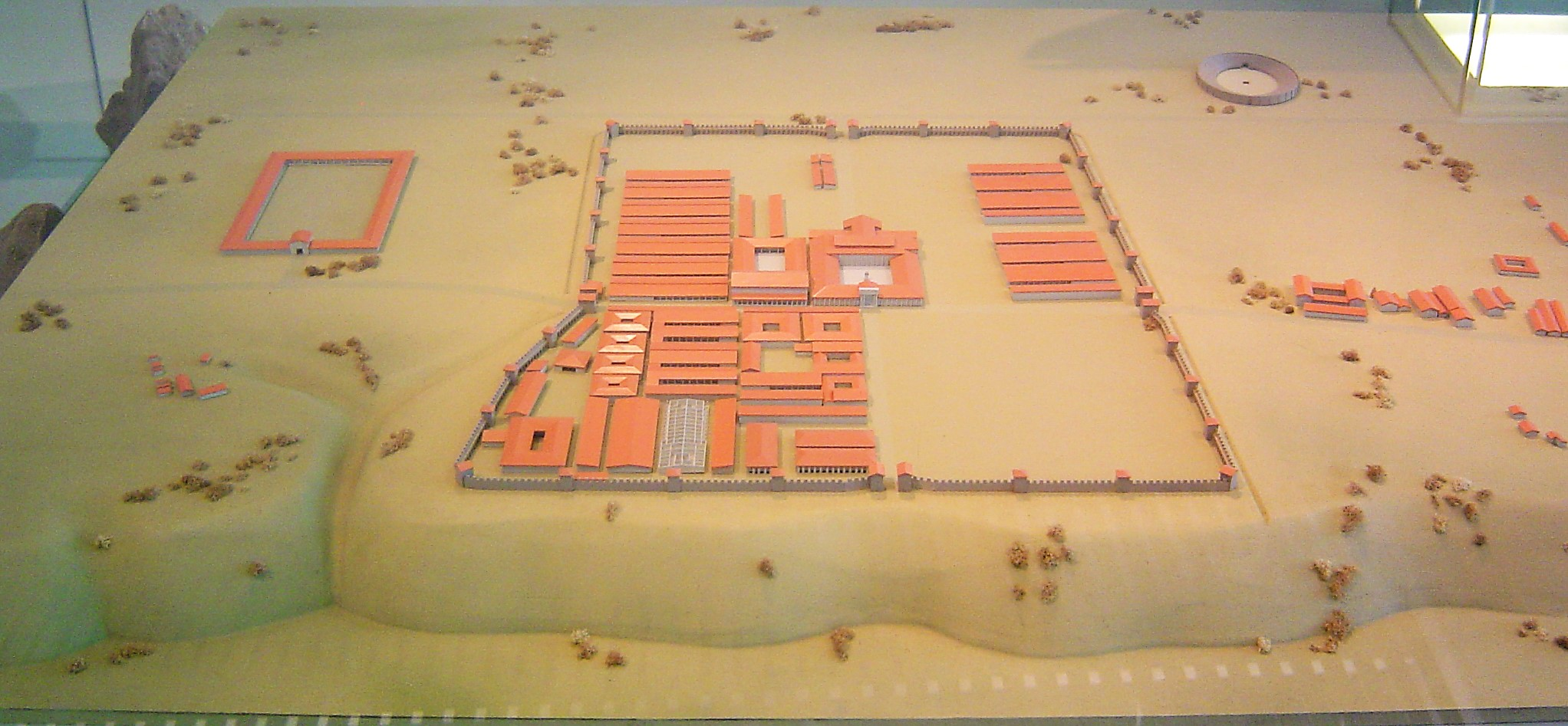
Maqueta al Museum Het Valkhof a Nimega

Batavodorum va ser una ciutat romana als actuals Països Baixos, a la vora del Rin, on els romans tenien estacionada la Legió II durant la guerra amb Juli Civilis.
A la regió vivien els batavis. Es creu que a l'edat mitjana s'anomenava Dorestade i és actualment Wyck-te-Durstede, encara que alguns autors opinen que era Noviomagus (Nimega).